# Костянтин Гормузакі
Костянти́н Гормуза́кі (точніше Гурмузакі; рум. Constantin N. Hurmuzaki, нім. Constantin Nikolaus Freiherr von Hormuzaki) (3 жовтня 1862, Чорнівка, Австрійська імперія — 22 лютого 1937, Чернівці) — румунський ентомолог і ботанік, який працював головним чином на Буковині. Доктор права, почесний академік Румунської Академій наук (1919), почесний доктор (Doctor honoris causa) (1930) і професор (1931).

## Біографія
Народився 3 жовтня 1862 в родинному маєтку в селі Чорнівка поблизу Чернівців у родині, що етнічно походила від греків-фанаріотів, які стали заможними аристократами у Молдові. Чорнівкою вони володіли з 1680-х років. У 1867 році батько обміняв маєток на два будинки у Відні у свого друга Отто фон Петріїно.
Костянтин закінчив з відзнакою ліцей (1881). Під час навчання здібний підліток захопився спостереженнями за природою. У цьому вагому роль відіграв той самий Отто фон Петріїно, буковинський геолог, член Віденського зоолого-ботанічного товариства (що згодом обіймав посаду міністра господарства Віденського уряду). Закінчивши ліцей, Костянтин стає студентом філософського факультету Чернівецького університету. Тут юнак продовжує вивчати зоологію, ботаніку, мінералогію, географію, але вже рік по тому переходить на юридичний факультет. Після трьох років навчання він переїздить до Відня (1885), завершує курс вищого навчання (1886).
У березні 1888 року, продовжуючи сімейну традицію, розпочинає юридичну кар'єру — його призначають урядовцем фінансової прокуратури. Та вже через рік він полишає цю посаду, щоби до кінця життя займатися природничими науками. Костянтин Гормузакі працює в Відні в Інституті ботаніки, у зоолого-ботанічному товаристві, краєзнавчому музеї угорського міста Палатин, влітку вивчає флору й фауну на австрійському гірському курорті Бад-Ішль, восени та навесні наступного 1924 року живе на хорватських островах Бріуни.
Ще напередодні Першої світової війни К. Гормузакі представляв у сеймі (парламенті) Буковини Румунську національну партію Буковини. Він підготував чимало публіцистичних газетних статей на національно-культурні теми. Ймовірно, природознавець дотримувався прорумунських поглядів, традиційних для всієї родини Гормузакі. У 1919 році Сен-Жерменський договір легітимізував захоплення Буковини Румунією, і того ж року К. Гормузакі обрали почесним академіком Румунської Академії наук. Тож, не дивно, що у 1925 році він з дружиною та двома дітьми повертається до рідної Буковини. Одержавши звання почесного доктора наук (1930), він наступного року обіймає посаду професора новоствореної кафедри ентомології та біогеографії факультету природничих наук Чернівецького університету.
«Професор — ентомолог вів усамітнене життя, жив тільки для науки у своїй робочій кімнаті <…> Перед незнайомими людьми був стриманим, більш товариським був зі своїми студентами, яких любив, як батько. Був дуже спокійним, лекції готував з великою сумлінністю». 
Михайло Гушуляк, румунський ботанік, колишній директор Інституту ботаніки при Чернівецькому університеті. 

### Родина

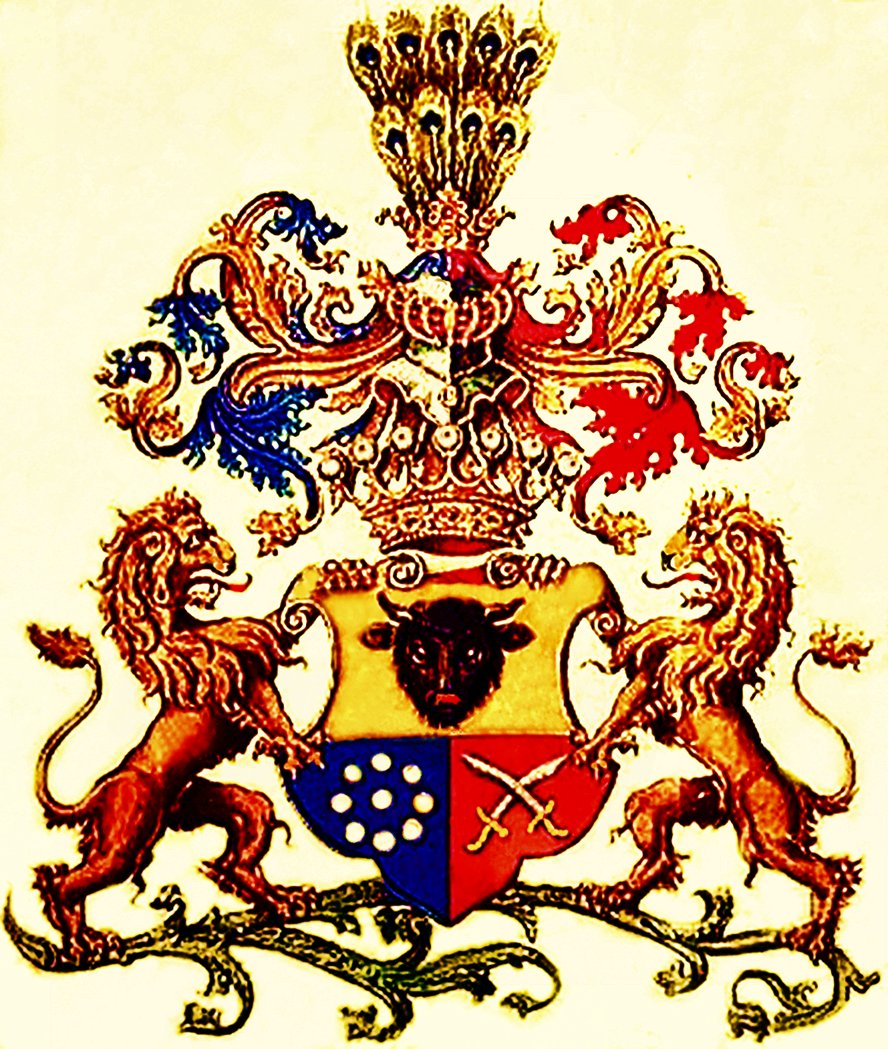
Родинний герб баронів Гормузакі, затверджений 1881 року

- Батько Ніколае Гурмузакі (1826—1909), почесний член Румунської Академії наук, активний діяч Товариства культури та літератури румунського народу Буковини.
- Мати Наталія фон Стирча (Nataliei de Stîrcea; 1800—1896)
- Дружина (з 1912 року) — баронеса Пульхерія фон Кальмуцька
- Брат Александр фон Гурмузакі (1869—1945), у 1912—1918 роках — останній маршалок (тобто голова) Буковинського крайового сейму, адвокат та громадський діяч.

## Наукова діяльність
Основні наукові інтереси Костянтина Гормузакі були зосереджені на вивченні видового складу та географічного поширення метеликів (лускокрилих) та жуків (твердокрилих) Буковини, а також флори цього регіону. Ним описано як нові для науки низку видів комах та рослин. Спеціально він вивчав роди Перстач (Potentilla) та Малина (Rubus) з родини Розові (Rosacea). Зокрема, Гормузакі описав новий вид перстачів — Potentilla gusuleacii Hormuzaki, 1914, названий ним на честь ботаніка М. Гушуляка, згаданого вище. (Принагідно кажучи, чернівецький натураліст Карл Пенеке одного з відкритих ним видів довгоносиків назвав на честь свого буковинського колеги — Otiorhynchus hormuzakii Penecke, 1935).
Костянтин Гормузакі розробив першу фітогеографічну карту Буковини, і ця праця була високо оцінена науковцями того часу як зразок для створення подібних карт для інших груп організмів та інших регіонів.
Він вважав, що формування сучасної фауни метеликів Європи почалося ще у третинному періоді, а не після останнього льодовикового періоду. Це суперечило усталеним поглядам більшості тодішніх ентомологів. Для розробки гіпотези він збирав і опрацьовував численні відомості з геології, палеонтології, кліматології, зоо- та фітогеографії, активно дискутував з колегами.
Костянтин Гормузакі заснував музей та ентомологічну лабораторію. Він намагався створити при університеті також і науково-дослідний інститут, але реалізувати цей намір не вдалося.

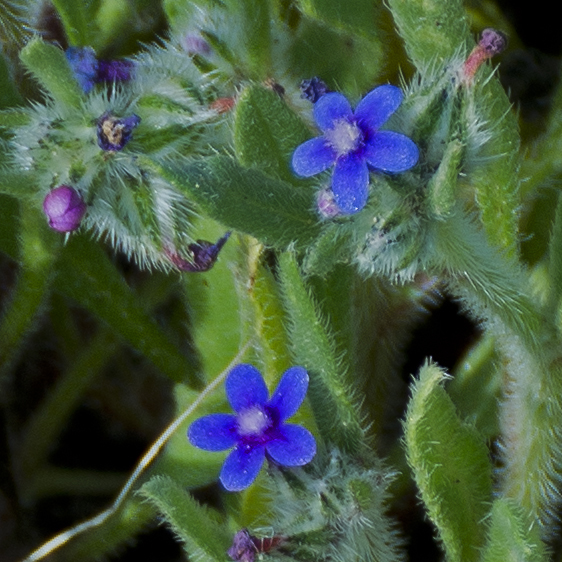
Румунський ботанік М. Гушуляк назвав описаний ним як новий для науки рід рослин іменем Hormuzakia — на честь Костянтина Гормузакі. На фото Hormuzakia aggregata (Lehm.) Gus. — воловик скупчений з родини Шорстколисті

## Праці
- Beiträge zur Käferfauna der Bukowina und Nordrumaniens, Berlin, R. Friedlander & Sohn, 1888, 60 Seiten
- Gesammelte Entomologische Aufzeichnungen (Inhalt: A. Lepidoptera: 1. Lepidopterologische Beobachtungen in der Bucovina; 2. Beschreibung neuer Tagfaltervarietaten: [Acronycta var. Bryophiloides]; 3. Eine neue Varietat der A. Strigosa. B. Coleoptera; 4. Coleopterologische Sammelergebnisse in der Bucovina wahrend der Jahre 1887 und 1888; 5. Eine neuer Beitrag Zur Kenntnis der in der Bucovina einheimischen Coleopteren. R. Friedlander & Sohn, Berlin 1892.
- Das Hochgebirge der Bucovina in coleopterologischer Beziehung, Verlag Bernburg, Otto Bornbluth, Berlin 1893
- Nachtfang am Koder und an bluhenden Weiden im ersten Fruhling 1893, Separatabdruck aus Societas Entomologica, Jahrg. VIII. Nr. 4)
- Aufzahlung der bisher aus dem Konigreiche Rumanien bekannten Tagfalter (Rapalocera), mit Berucksichtigung der Nachbarlander, Berlin, Bernburg Otto Dornbluth, 1893, 24 Seiten
- Entomologische Nachrichten (Berlin R. Friedlander & Sohn), Jahrgang XIX (1893), Nr. 16 , Seite 241—246; Nr. 17, Seite 265—272; Nr. 18, Seite 273—283)
- Aus dem Gebirge der Bukowina. Landschafts- und Vegetationsskizzen mit Illustrationen, in «Globus — Illustrierte Zeitschrift fur Lander- und Volkerkunde», Czernowitz 1893
- Uber einige Abanderungen von Lepidopteren aus der Bucovina und aus Rumanien. R. Friedlander & Sohn (Bernburg, Otto Doentblutt), Berlin 1894
- Untersuchungen uber die Lepidopterenfauna der Bukowina, Concordia Typo- u. Lithographie des Erzbischofs (Sylvester Morariu-Andriewicz), 1894. 182 Seiten
- Varietaten von Lycaenen aus der Umgebung von Czernowitz (Bukowina), Separatabdruck aus Societas Enfomologica, Jahrg. VIII, Nr. 3, (189?)
- Bemerkungen uber Varietaten einiger in der Bukowina einheimischer Großschmetterlinge, mit einer Figur im Texte, Druck Adolf Holzhausen, Wien 1895, 30 Seiten
- Beitrag zur Makrolepidopterenfauna der osterreichischen Alpenlander, erschienen in den Verhandlungen der z. b. Gesellschaft in Wien, 1900
- Catalogue des lepidopteres recoltes en Roumanie pendant l'annee 1901 par les membres de la Societe des naturalistes de Roumanie et determine par Constantin Hurmuzachi, Tiparia Speranta, Bucuresti 1902, 21 Seiten
- Beobachtungen uber die aus Rumanien bisher bekannten Garabusarlen, Staatsdruckerei Bukarest 1903, (Bulletin de la Societe des sciences de Bucarest-Roumanie. An. XII, nr. 3 et 4)
- Cercetari noui asupra raporturilor faunistice din Bucovina cu privire speciala la clasa coleopterelor in Buletinul Societatii de Stiinte din Bucuresti — Romania. An. X, nr. 1 si 2), Imprimeria Statului, Bucuresti 1901. Seiten 77-110.
- Deuxieme catalogue des Lepidopteres recoltes en Roumanie pendant l'annee 1902 par les membres de la Societe des Naturalistes de Roumanie, Imprimerie de l'Etat, Bucarest 1903
- Observari asupra genului Nepticula Z. in Buletinul Societatii de Stiinte din Bucuresti — Romania. An. XV, Nr. 5 si 6, Imprimeria Statului, Bucuresti 1907
- Saisondimorphismus bei Papilio Podalirius L. in der Bucovina, Separatabdruck aus Societas Entomologica, Jahrg. VIII, Nr. 1, (189?)
- Die Schmetterlinge (Lepidoptera) der Bukowina. I. Theil. Mit einer Karte. K. K. Zoologisch-botanischen Gesellschaft in Wien 1897, 35 Seiten
- Die Schmetterlinge (Lepidoptera) der Bukowina. II Theil. K. K. Zoologisch-botanischen Gesellschaft in Wien 1897, 210 Seiten
- Troisieme catalogue des coleopteres recoltes par les membres de la Societe des naturalistes de Roumanie, Imprimerie de l'Etat, Bucarest 1904
- Analytische Ubersicht der palaarktischen Lepidopteren-Familien, R. Friedlander & Sohn, Berlin 1904, 68 Seiten
- Die Schmetterlinge (Lepidoptera) der Bukowina mit einer pflanzengeographischen Karte der Bukowina, Czernowitz 1907
- Chestia delimitarii dieceselor nationale gr.-or. din Bucovina, Societatea tipografica bucovineana, Cernauti 1913
- Beitrag zur Lepidopterenfauna von Ischl und Umgebung naher berichtet, Jahresberichte des Vereines fur Naturkunde, Linz, 1918
- Conspectus specierum et varietatum generis Rubus L. circum Ischl. (Austria superiore) hucusque observatarum, Editura Cultura Nationala, Cernăuți 1925, 44 Seiten
- Grundlinien fur die Biogeographie und Biogenese der europaischen Makrolepidopteren, in «Buletinul Faculta?ii de Stiin?e din Cernăuți 3», Cernăuți 1929
- Die Entwicklung der europaischen Lepidopterenfauna seit der Tertiarzeit im Lichte der Palaeogeographie, Pflanzengeographie und Palaeontologie, in «Buletinul Facultății de Ştiințe din Cernauăuți 4», Cernaăuți 1930